# Algérie Ferries
L' Algérie Ferries è la compagnia di navigazione di stato algerina (ENTMV).

## Storia
La compagnia è stata fondata il 14 luglio 1987 ad Algeri e opera nel settore del trasporto di merci e passeggeri tra l'Algeria, la Francia e la Spagna con una flotta di quattro navi e due aliscafi.

## Flotta[3]
| Tipo              | Traghetto         | Anno di costruzione | Stazza (t.s.l.) | Capacità passeggeri | Capacità auto | Metri lineari carico merci | Velocità in nodi | Note                                                 | Immagine |
| ----------------- | ----------------- | ------------------- | --------------- | ------------------- | ------------- | -------------------------- | ---------------- | ---------------------------------------------------- | -------- |
| Cruise Ferry      | El. Venizelos     | 1992                | 38.261          | 3000                | 750           | 1.650                      | 22               | Noleggiato a partire da giugno 2025 dalla Anek Lines |          |
| Cruise Ferry      | Tariq Ibn Ziyad   | 1995                | 21.659          | 1.312               | 446           | 780                        | 21,5             |                                                      |          |
| Cruise Ferry      | Tassili II        | 2004                | 20.124          | 1.300               | 132           | /                          | 22               |                                                      |          |
|                   | El Djazaïr II     | 2005                | 20.124          | 1.300               | 132           | /                          | 22               |                                                      |          |
| Fast Cruise Ferry | Badji Mokhtar III | 2021                | 49.939          | 1.800               | 600           | 3.250                      | 24               |                                                      |          |
| Aliscafo          | Seraidi           | 2011                |                 | 206                 | /             | /                          | 30               | ex Liberty Lines                                     |          |
| Aliscafo          | Badji Mokhtar II  | 2011                | 256             | 220                 | /             | /                          | 31               | ex Liberty Lines                                     |          |

## Flotta del passato
| Traghetto         | Anno di costruzione | Stazza (t.s.l.) | Capacità passeggeri | Capacità auto | Anni di servizio per Algérie Ferries | Stato attuale                                     | Immagine |
| ----------------- | ------------------- | --------------- | ------------------- | ------------- | ------------------------------------ | ------------------------------------------------- | -------- |
| Tassili           | 1971                | 5.744           | 667                 | 307           | 1987-2000                            | Demolito ad Alang nel 2000                        |          |
| Tipasa            | 1971                | 9.598           | 1.100               | 160           | 1987-2006                            | Demolito ad Alang nel 2006                        |          |
| Hoggar            | 1971                | 7.165           | 825                 | 190           | 1987-2006                            | Affondato a Suez come Shahd Cleopatra nel 2017    |          |
| El Djazair        | 1971                | 5.647           | 1.094               | 220           | 1987-2004                            | Demolito ad Alang nel 2007 come Cleopatra 1       |          |
| Zeralda           | 1971                | 7.095           | 1.167               | 110           | 1987-2006                            | Attuale Cleopatra Moon                            |          |
| Poseidon X        | 1970                | 9.991           | 1.200               | 650           | 2000 (noleggio)                      | Demolito nel 2011 a Gadani Beach come Poseidon    |          |
| Cesme 1           | 1973                | 9.548           | 1.500               | 600           | 2003-2004 (noleggio)                 | Demolito ad Alang nel 2010 come Merdif 1          |          |
| Egnatia III       | 1973                | 7.125           | 2.000               | 250           | 2004 (noleggio)                      | Demolito ad Alang nel 2007 come Egnazia           |          |
| Fantaasia         | 1979                | 16.405          | 1.800               | 425           | 2005/2007 (noleggio)                 | Attuale Rigel III per Ventouris Ferries           |          |
| Santa Catherine I | 1974                | 8.987           | 1.400               | 296           | 2005-2006 (noleggio)                 | Demolito nel 2009 ad Alang come Sara 3            |          |
| Riviera Adriatica | 1973                | 7.268           | 794                 | 400           | 2006-2008 (noleggio)                 | Demolito ad Aliağa nel 2016 come Caribbean Galaxy |          |
| Scotia Prince     | 1972                | 11.968          | 1.500               | 220           | 2006 (noleggio)                      | Demolito aChittagong nel 2012 come Prince         |          |
| European Express  | 1974                | 9.536           | 982                 | 150           | 2007-2008 (noleggio)                 | Demolito ad Aliağa nel 2019 come Express          |          |
| Ariadne           | 1996                | 13.957          | 1.845               | 700           | 2008-2013 (noleggio)                 | In servizio per Superfast Ferries                 |          |
| Kriti II          | 1979                | 27.239          | 1.600               | 600           | 2014 (noleggio)                      | Demolita ad Aliağa nel 2025                       |          |
| Sophocles V       | 1990                | 29.378          | 1.600               | 1.100         | 2014 (noleggio)                      | Attuale Kydon per Ferries del Caribe              |          |
| Elyros            | 1998                | 32.623          | 1.874               | 620           | 2016 (noleggio)                      | In servizio per Anek Lines                        |          |
| Moby Dada         | 1981                | 33.575          | 2.000               | 350           | 2024 (noleggio)                      | Demolito ad Aliağa nel 2025                       |          |

## Rotte[8]
| Rotta            | Durata | Frequenza           |
| ---------------- | ------ | ------------------- |
| Algeri-Marsiglia | 21 ore | trisettimanale      |
| Béjaïa-Marsiglia | 20 ore | 1-3 volte al mese   |
| Orano-Marsiglia  | 26 ore | 1 volta a settimana |
| Skikda-Marsiglia | 20 ore | 1-4 volte al mese   |
| Annaba-Marsiglia | 20 ore | 1-4 volte al mese   |

| Rotta                 | Durata | Frequenza         |
| --------------------- | ------ | ----------------- |
| Algeri-Alicante       | 20 ore | bisettimanale     |
| Mostaganem-Alicante   | 12 ore |                   |
| Orano-Alicante        | 11 ore | quadrisettimanale |
| Mostaganem-Barcellona | 12 ore |                   |